# Sherzod Yoʻldoshev
Sherzod Yoʻldoshev (ur. 11 sierpnia 1975) – uzbecki zapaśnik w stylu wolnym. Dwa razy wystąpił na mistrzostwach świata, jedenasty w 1994. Mistrz igrzysk centralnej Azji w 1995. Czwarty w Pucharze Świata w 1996 roku.